# Mark Vijn
Mark Vijn (Eindhoven, 22 juli 1967) is een Nederlandse theaterproducent.

## Loopbaan
Mark Vijn startte in 1994 het bedrijf Melody Musical Productions en werd daarmee de jongste zelfstandige theaterproducent van Nederland. Zijn allereerste productie was Pump Boys and Dinettes met Danny de Munk in de hoofdrol. Als producent was hij verantwoordelijk voor o.a. de musicals Sweet Charity met Lone van Roosendaal en Chess met Henk Poort. In 2000 fuseerde het bedrijf met Stage Entertainment Nederland, dit is de Nederlandse tak van Stage Entertainment. Vijn werd producent bij Stage Entertainment en was verantwoordelijk voor de musicals CopaCabana, A Chorus Line en het toneelstuk The Mousetrap van Agatha Christie. In 2003 verliet hij het bedrijf en ging wederom verder als zelfstandig producent. Met Mark Vijn Theaterproducties produceerde hij o.a. Anatevka, Je Anne en Chicago. Op 23 oktober 2011 ging de musical De Producers in première. Ondanks de lovende recensies werd de productie na drie weken stopgezet vanwege de tegenvallende kaartverkoop. Sindsdien produceert het bedrijf alleen de kindermusical Het Zandkasteel. Vanaf november 2019 zal de musical Annie wederom door de Nederlandse en Belgische theaters op tournee gaan. Vijn is voor deze productie van Annie een van de twee hoofdproducenten.

### Privé
Vijn is getrouwd, hij heeft twee zoons en een dochter.

## Trivia
- Vijn behaalde in 2014 het UEFA B trainersdiploma en is daarmee actief als semi-professioneel voetbaltrainer. In mei 2017 tekende hij een contract voor één seizoen als hoofdtrainer van het standaard elftal van Sporting Andijk uitkomend in de Derde klasse zaterdag.